# Pietra runica di Snoldelev
La pietra runica a Snoldelev, nella municipalità di Ramsø in Danimarca, è decorata con un tre corni potori incrociati (il Triplo corno di Odino) e una svastica. Il motivo del triplo corno è stato comparato a quello del triscele o a quello del valknut. La pietra è attualmente conservata al Museo Nazionale Danese a Copenaghen.
La pietra è stata scritta con una prima versione dell'alfabeto runico. Come nella precedente Pietra runica di Björketorp, il maestro runico ha usato una runa a  che ha la stessa forma della runa h del Fuþark antico. Questa runa a è stata traslitterata con la lettera A nel paragrafo successivo. Nella pietra viene anche usata la runa dell'antico alfabeto runico haglaz () che corrisponde al fonema h e viene rappresentata con la lettera H maiuscola nella traslitterazione.

## Iscrizione
L'iscrizione recita:
- kun'uAlts| |stAin ' sunaR ' ruHalts ' þulaR ' o salHauku(m)

Che viene tradotto in norreno così:
- Gunwalds sten, sonaR Roalds, þulaR a Salhøgum.

La traduzione in Lingua italiana del progetto Rundata è:
Pietra di Gunnvaldr, figlio di Hróaldr, recitatore di Salhaugar
ÞulR significa incarico o titolo, forse un sacerdote o uno scaldo, e viene comparato con il norreno þula ("litania"). La traduzione offerta dal Rundata suggerisce recitatore. Lena Peterson ha ipotizzato che Salhaugar si riferisca alla moderna Salløv, città nei pressi di Snoldelev.

## Etenismo
Il simbolo del triplo corno fu adottato dall'Asatru Folk Assembly come logo ufficiale nell'ottobre del 2006.

### Galleria d'immagini

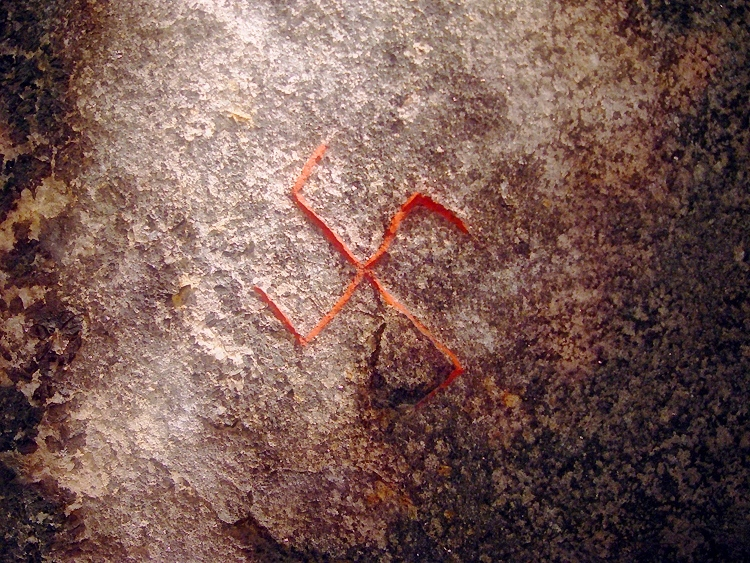
Dettaglio della svastica rinvenuta sulla pietra.
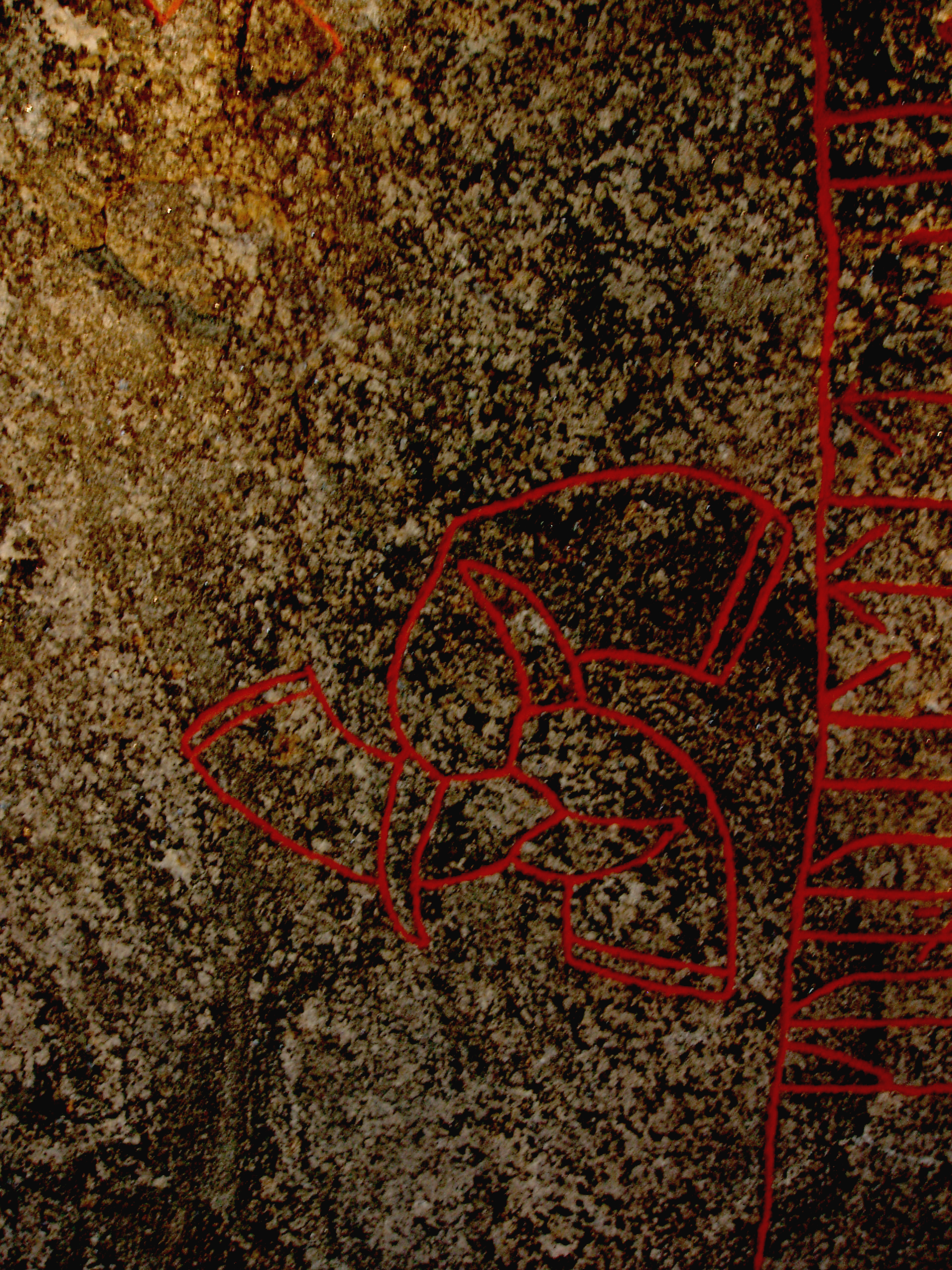
Dettaglio dei corni intrecciati.
Logo dell'Asatru Folk Assembly.